# Dévisager Dieu
Albums de AqME
Les Sentiers de l'aube
(2012) AqME
(2017)
Dévisager Dieu est le septième album studio du groupe de rock alternatif français AqME, sorti en 2014.

Il s'agit du premier album avec Vincent Peignart-Mancini au chant, à la suite du départ de Thomas Thirrion.

## Liste des titres
1. Avant le jour - 3:32
2. Enfants de Dieu - 3:41
3. Au-delà de l'ombre - 3:06
4. Ce que nous sommes - 5:08
5. Un appel - 6:04
6. Entre louanges et regrets - 4:39
7. L'homme et le sablier - 4:24
8. Pour le meilleur, le pire - 4:23
9. Les abysses - 6:35

## Crédits
- Vincent Peignart-Mancini — chant
- Julien Hekking — guitare
- Charlotte Poiget — basse
- Etienne Sarthou — batterie